# Иконометрия
Иконометрията (на английски: econometrics) съчетава в едно икономиката, математиката и статистиката , това е приложението на математически и статистически методи за анализа на икономическите данни , иконометрията има приложение върху решаването на разнообразни проблеми на икономическото развитие и планиране.  Иконометрията датира като дисциплина от 30-те на 20 век , като първата известна употреба на „иконометрия“ (в сродна на термина форма на думата) е от 1910, като се смята, че Рагнар Фриш е изковал термина в смисъла, в който се употребява днес. 